# San José de Guanipa (municipalité)
Pour les articles homonymes, voir San José de Guanipa et Guanipa.
San José de Guanipa est l'une des vingt-et-une municipalités de l'État d'Anzoátegui au Venezuela. Son chef-lieu est San José de Guanipa. En 2018, la population s'élève à 85,300 habitants.

## Géographie

### Subdivisions
Selon l'Institut national de statistique et contrairement à la plupart des municipalités du pays, la municipalité de San José de Guanipa ne comporte aucune paroisse civile.